# Сверчковые (птицы)
Сверчковые (лат. Locustellidae) — семейство мелких насекомоядных птиц из подотряда певчих воробьиных, ранее помещаемое в ранге подсемейства в семейство славковых в качестве «мусорного» таксона. В него включают сверчков, длиннохвостых камышовок и пестрогрудок. Эти птицы встречаются в основном в Евразии, Африке и австралийском регионе. Иногда семейство называют Megaluridae, однако  название Locustellidae имеет номенклатурный приоритет.

## Описание
Как правило, небольшие птицы с длинными и заострёнными хвостами; научное название рода Megalurus в разговорном языке означает «большой хвост». Похожие на крапивников, они меньше ширококрылых камышевок, но в целом имеют идентичную серо-бурое или охристое оперение. Как правило, они крупнее и стройнее короткокрылых камышовок, у многих из них есть чёткие тёмные полосы на крыльях и/или нижней части туловища. Большинство из них живёт в лесу и часто добывают пищу, карабкаясь по густой непроходимой растительности или преследуя добычу на земле. Возможно, они сильнее всех камышовок ведут наземный образ жизни. Весьма необычно для воробьинообразных, начинавших эволюцию с невозможности летать, что наблюдается у некоторых таксонов.
В рамках надсемейства Sylvioidea ближайшим родственником сверчковых является ещё одно недавно признанное семейство Bernieridae. Черноголовый пересмешник (Donacobius atricapillus) — американский родственник, произошедший от тех же предков, что и рассматриваемое семейство, и не является крапивником, как считалось ранее.

## Классификация
Международный союз орнитологов относит к семейству 11 родов:
- Bradypterus Swainson, 1837 — Пестрогрудки (12 видов)
- Catriscus Cabanis, 1851 (1 вид — Короткоклювая плоскохвостая камышовка)
- Cincloramphus Gould, 1838 — Жаворонковые певуны (12 видов)
- Elaphrornis Legge, 1879 (1 вид — Цейлонская пестрогрудка)
- Helopsaltes Alström et al., 2018 (6 видов)
- Locustella Kaup, 1829 — Сверчки (23 вида)
- Malia Schlegel, 1880 — Малия (1 вид)
- Megalurus Horsfield, 1821 — Длиннохвостые камышовки (1 вид)
- Poodytes Cabanis, 1851 (5 видов)
- Robsonius Collar, 2006 (3 вида)
- Schoenicola Blyth, 1844 — Плоскохвостые камышовки (2 вида)

Четыре ранее выделяемых рода синонимизированы:
Новокаледонские славки (Megalurulus Verreaux, 1869) — с родом жаворонковых певунов,
Тимории (Buettikoferella Stresemann, 1928) — с родом жаворонковых певунов,
Хеторнисы (Chaetornis G. R. Gray, 1848) — с родом плоскохвостых камышовок,
Amphilais S. A. Parker, 1984 — с родом пестрогрудок.